# Kalgoorlie
Kalgoorlie-Boulder, hovorově známé jako Kalgoorlie je hornické město v Západní Austrálii ležící 595 km severovýchodně od Perthu. Město vzniklo v roce 1989 sloučením dvou měst, a to Kalgoorlie a Boulderu. Název města je odvozen od slova "Karlkurla" či "Kulgooluh" z jazyka Wangkatha znamenající "místo hedvábných hrušek".

## Historie

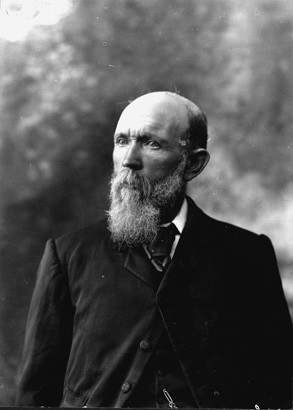
Patrick (Paddy) Hannan

V zimě 1893 byli prospektoři Patrick (Paddy) Hannan, Tom Flanagan a Dan Shea na cestě do Mount Youle. Nacházeli se právě na malém kopci severně od dnešního města, když jeden z jejich koní ztratil podkovu. Během nucené zastávky si všimli stop zlata a rozhodli se proto zůstat a oblast prozkoumat. 17. června 1893 pak Hannan podal návrh na získání půdy. Následkem toho se stovky mužů vydali do této oblasti hledat zlato. A tak se zrodilo Kalgoorlie, původně pojmenované "Hannan's Find". O pět let později, v roce 1898, zde již žilo 2018 obyvatel (1516 mužů a 502 žen).
Od počátku tedy byla těžba zlata, stejně jako těžba dalších kovů, například niklu, byla ve městě hlavním průmyslovým odvětvím a v současné době zaměstnává okolo čtvrtiny všech obyvatel města v produktivním věku. Oblast velkých zlatých dolů obklopující oblast původního Hannan's Find je často označována jako Zlatá míle (Golden Mine) a někdy se o ni mluví jako o nejbohatší čtvereční míli na světě.
V roce 1901 ve městě žilo již 4793 lidí (3087 mužů a 1706 žen) a počet obyvatel dál strmě narůstal. V roce 1903 to již bylo 6790 lidí (3904 mužů a 2886 žen).
V roce 1896 byla dostavěna železnice, která spojovala Kalgoorlie s Perthem. Na trati jezdil noční vlak se spacími vozy The Westland, který byl v provozu až do 70. let 20. století. V roce 1917 pak byla dokončena další železniční trať, tentokrát spojující Kalgoorlie s Port Augustou v Jižní Austrálii, což znamenalo překonat 2000 km pouští.

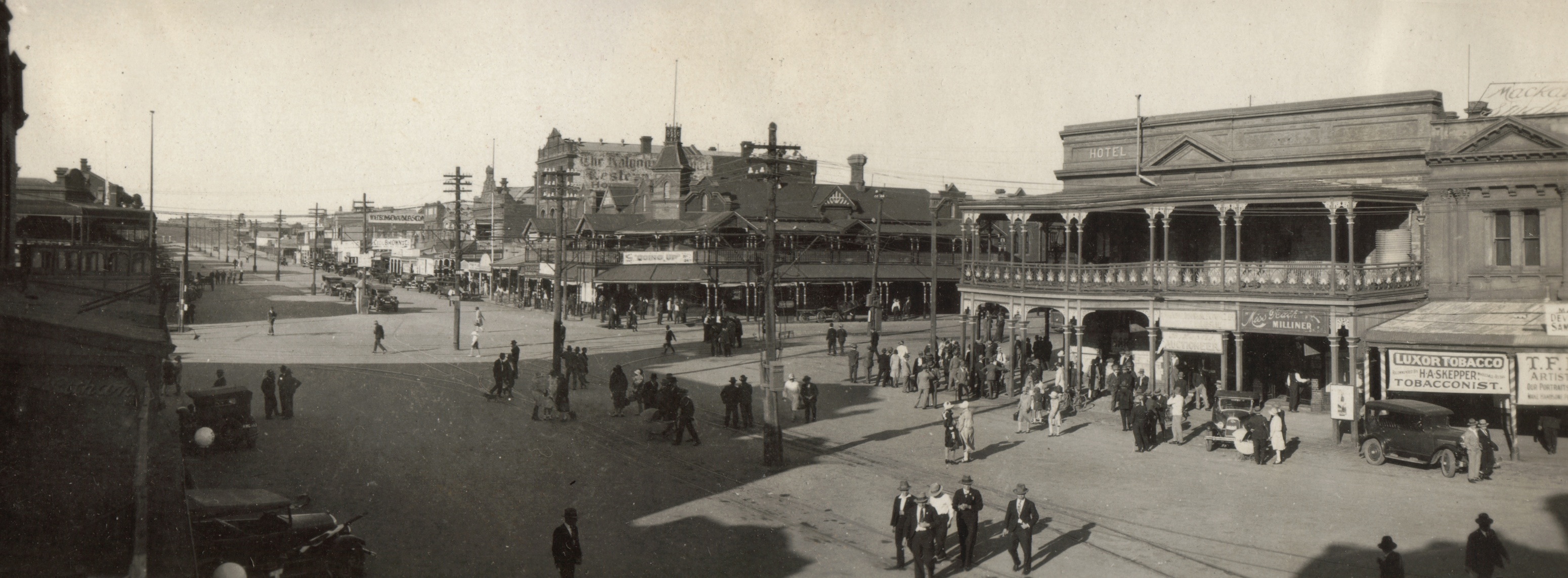
Ulice Hannan Street v září 1930.

Během 90. let 19. století zažívala celá oblast Goldfields boom, kdy počet obyvatel přesahoval 200000. Obyvatelstvo v té době tvořili především prospektoři. Také z této doby pochází nechvalná pověst, kdy bylo místo označováno za "divoký západ" s bandity a prostitutkami.
V roce 1989 pak došlo k oficiálnímu sloučení dvou měst, a to Kalgoorlie a Shire of Boulder a k vytvoření města oficiálně nesoucího název Kalgoorlie-Boulder, které se tak stalo pátým nejlidnatějším městem Západní Austrálie.
20. dubna 2010 bylo město zasaženo zemětřesením, které dosáhlo stupně 5 Richterovy stupnice. Epicentrum se nacházelo 30 km severovýchodně od města. Následkem zemětřesení bylo poškozeno několik hotelů a historických budov. Vedlo také k zastavení prací v několik dolech v okolí. Nevyžádalo si však oběti na životech a pouze dva lidi byli lehce zraněni.
29. srpna 2016 došlo ve městě k incidentu, jehož následkem došlo k nepokojům. 56letý muž se domníval, že mu čtrnáctiletý chlapec domorodého původu, Elijah Doughty, ukradl motorku a pronásledoval ho proto svým pick-upem. Tímto vozem chlapce srazil a ten svým vážným zraněním podlehl. O den později došlo kvůli jeho smrti k protestům, během nichž bylo zraněno několik policistů a nejméně 10 lidí čelilo kvůli nepokojům obvinění. V červenci 2017 byl muž, který způsobil chlapcovu smrt soudem v Perthu shledán nevinným v obvinění z vraždy, ale byl odsouzen na tři roky za nebezpečné řízení s následkem smrti.

## Těžba

### Super Pit
Super Pit je povrchový důl dlouhý asi 3600 m, široký 1600 m a hluboký 512 m. Byl založen Alanem Bondem, který skoupil několik menších zlatých dolů, které byly spojeny v Super Pit. Z návštěvnického centra je pěkný výhled na celý důl, který je v provozu 24 hodin 7 dní v týdnu. Každý den ve 13:00 probíhá odstřel, s výjimkou dnů s nepříznivými povětrnostními podmínkami, kdy by vítr prach z explozí zanesl nad město. Předpokládá se, že důl zůstane v provozu minimálně do roku 2029.

Super Pit
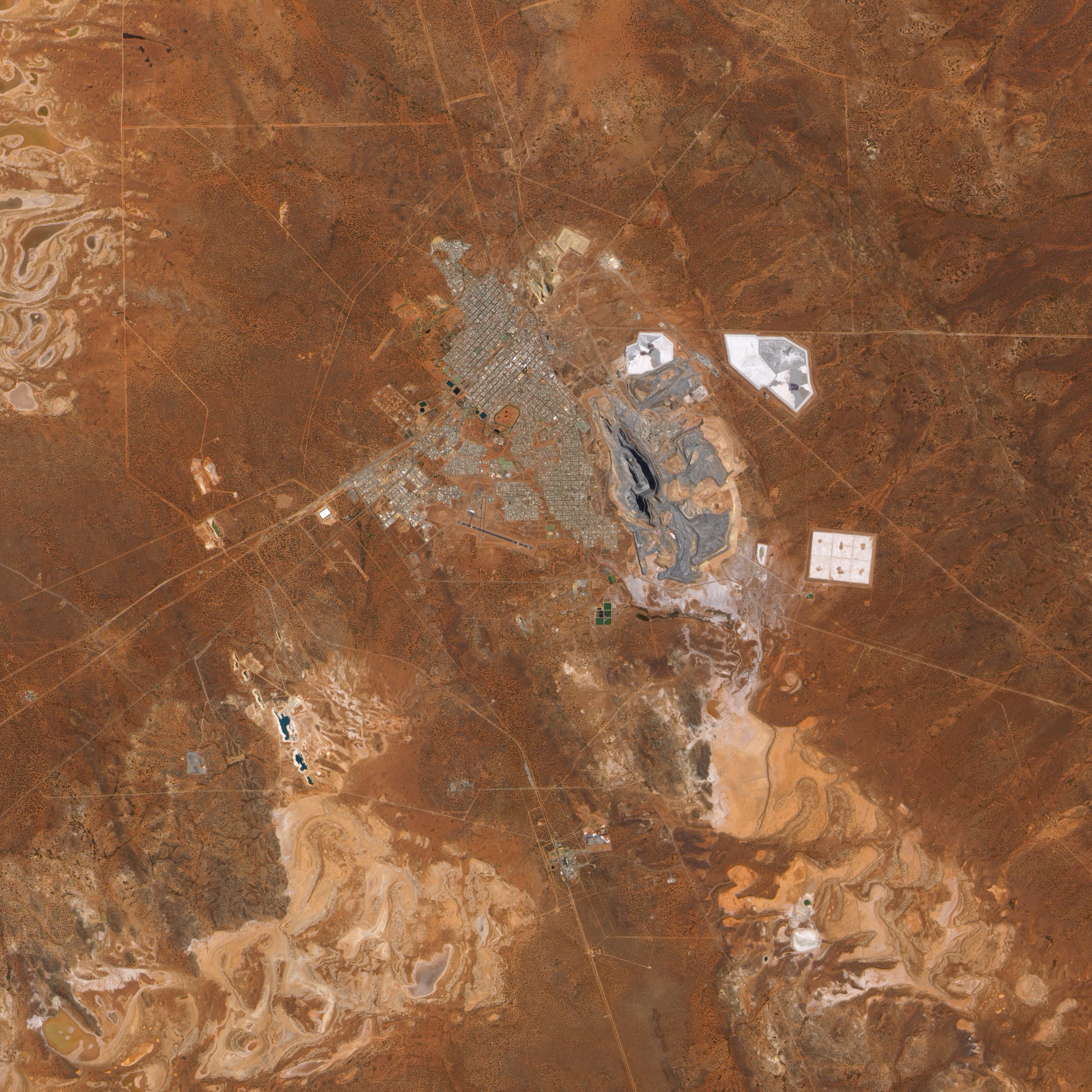
Satelitní snímek dolu Super Pit a města Kalgoorlie-Boulder.
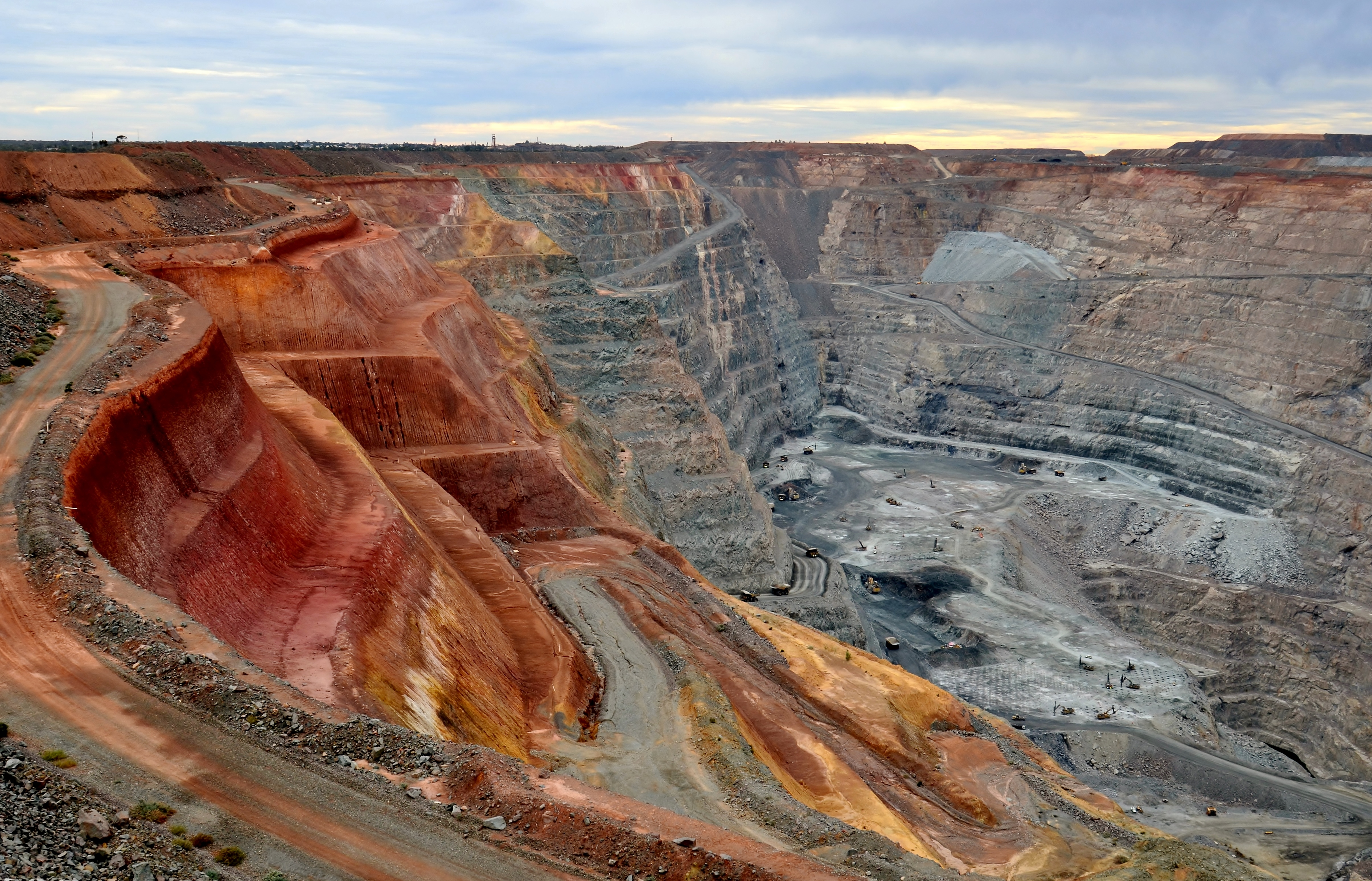
Zlatý důl Super Pit
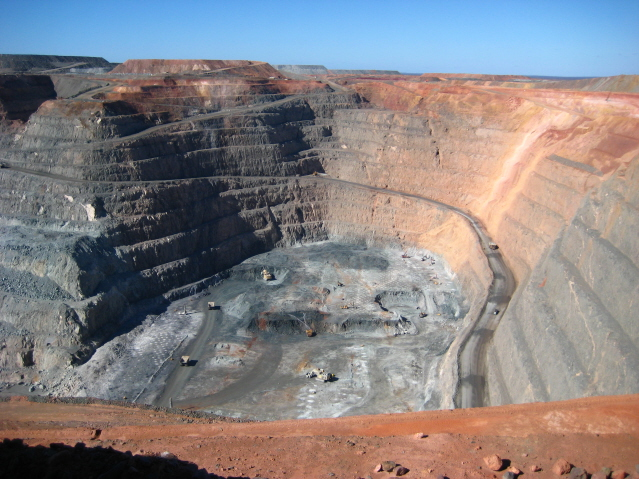
Zlatý důl Super Pit

## Městské části
- Boulder

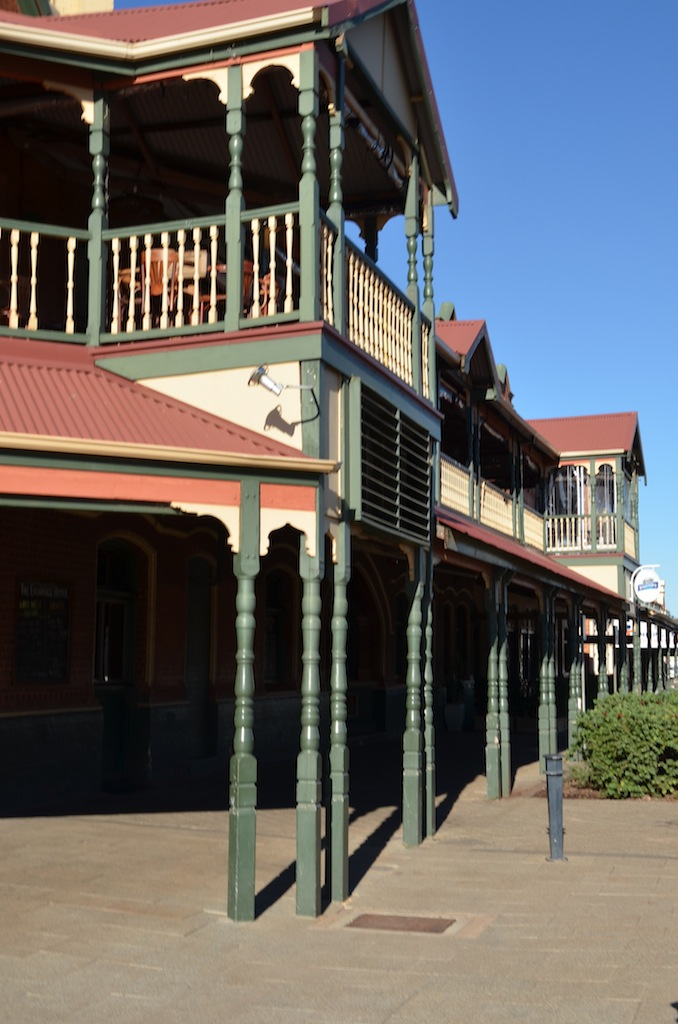
Exchange Hotel

Jedna z historických částí Kalgoorlie-Boulder, známá velkým povrchovým zlatým dolem Super Pit. Dále zde najdeme řadu budov a památek pocházejících z roku 1882. Bývala to centrální obchodní čtvrť města Boulder, ovšem po spojení s Kalgoorlie již tuto funkci příliš neplní a je spíše místním historickým centrem. Boulder má svou vlastní poštu a radnici.
- Broadwood

Nové sídliště nacházející se v blízkosti letiště v Kalgoorlie-Boulder.
- Fairways

Oblast odvozuje svůj název od golfového klubu, který se zde dříve nacházel, ale kvůli rostoucí populaci města a dalším potřebám cenově dostupného bydlení byl zrušen. V této čtvrti najdeme soukromou základní školu, kostel, park karavanů a drobné obchůdky.
- Golden Grove (dříve Adeline)

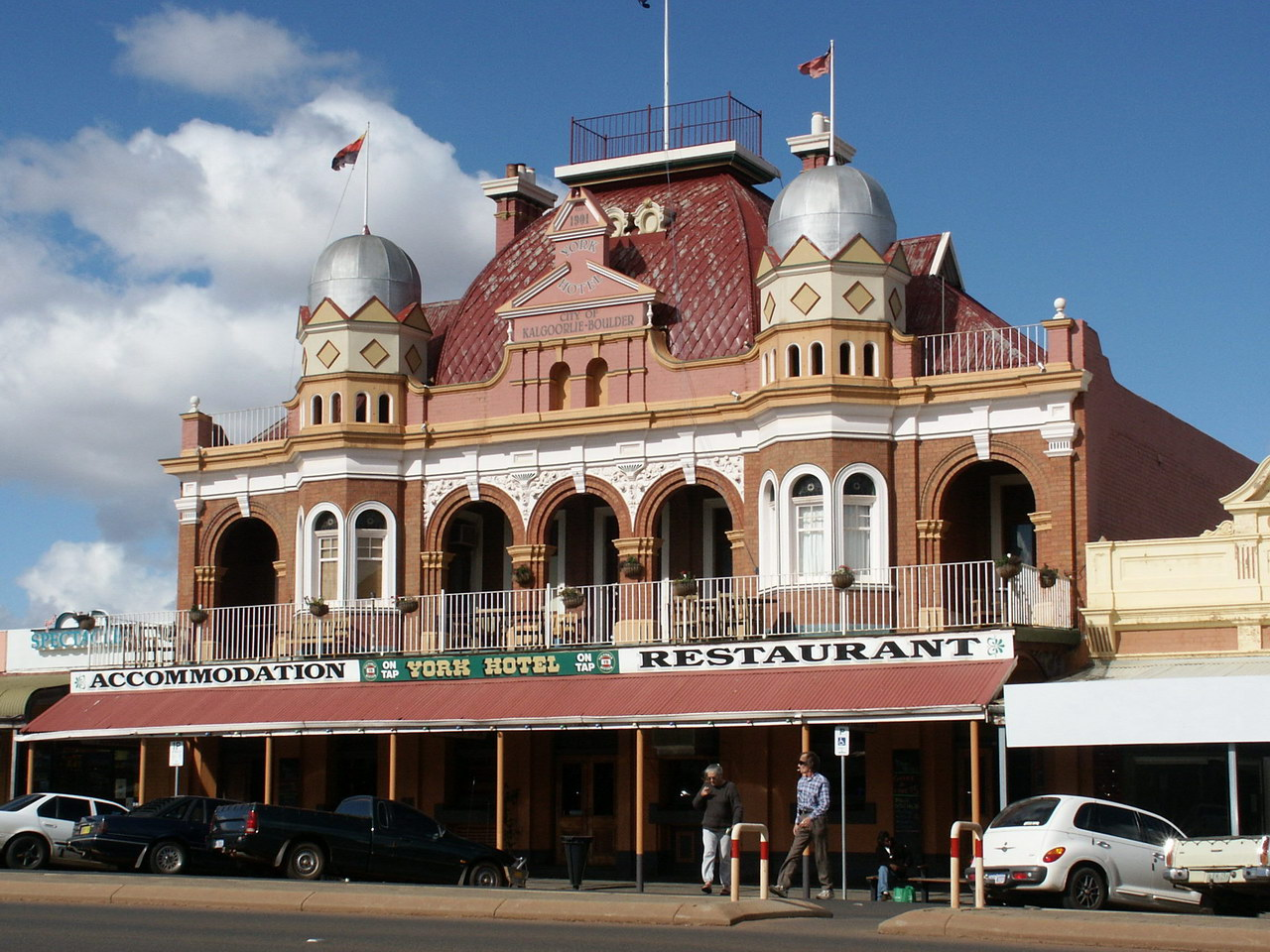
York Hotel

Městská část Adeline byla původně vybudována okolo roku 1970 Státní bytovou komisí (State Housing Commission). Později oblast sužovali sociální problémy. V roce 2003 byl zahájen rozsáhlý projekt obnovy, a došlo k přejmenování části na Golden Grove. Projekt dosáhl určitého úspěchu, ovšem řada problémů zde stále přetrvává.
- Hannans

Tato městská část se nachází na severu Kalgoorlie. Najdeme zde základní školu a golfové hřiště.
- Kalgoorlie

Jedná se o centrální obchodní čtvrť a nachází se zde hlavní městská třída - Hannan Street, pojmenovaná po prospektorovi Hannanovi. Na západní straně oblasti najdeme obytné doby a několik továren lehkého průmyslu. Na východě jsou to banky, policejní stanice, soudní dvůr, restaurace, hotely, turistické atrakce, školy a univerzita.
- Lamington

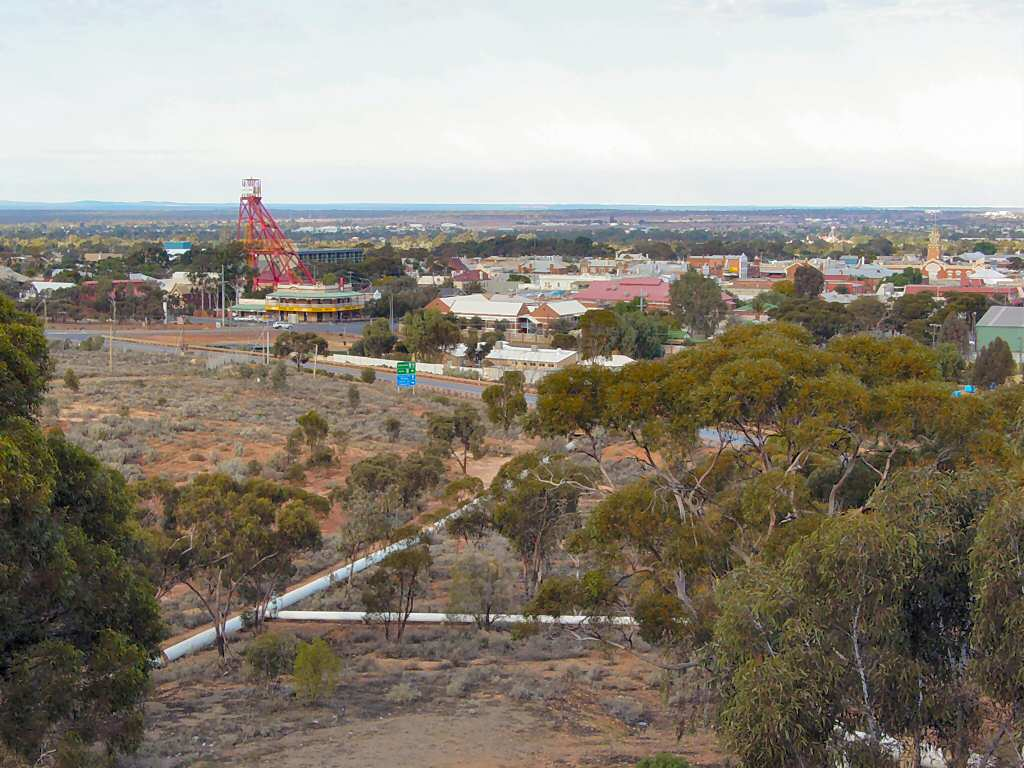
Kalgoorlie-Boulder

Jedná se o jedno z nejstarších částí Kalgoorlie. Ulice jsou zde nápadně široké a téměř všechny vedou paralelně s hlavní třídou - Hannan Street. Najdeme zde lékařské ambulance, North Kalgoorlie Primary School, hotel, tavernu a golfové hřiště.
- Mullingar

Dnešní rozloha této městské části je mnohem menší než tomu bývalo v minulosti ještě před rozšířením zlatého dolu Super Pit. Nachází se na východním konci Lamingtonu.
- O'Connor

Oficiálně se jedná o jihovýchodní část předměstí Sommerville. Najdeme zde základní školu, soukromou střední školu Goldfields Baptist College a nákupní střediska.
- Piccadilly

V této městské části se nachází oblastní nemocnice, drobné obchody, hotel a sportovní aréna.
- Sommerville

Jedná se o rezidenční oblast, kromě toho jsou tady školy, obchody, lehký průmysl a také koňské stáje.
- South Kalgoorlie

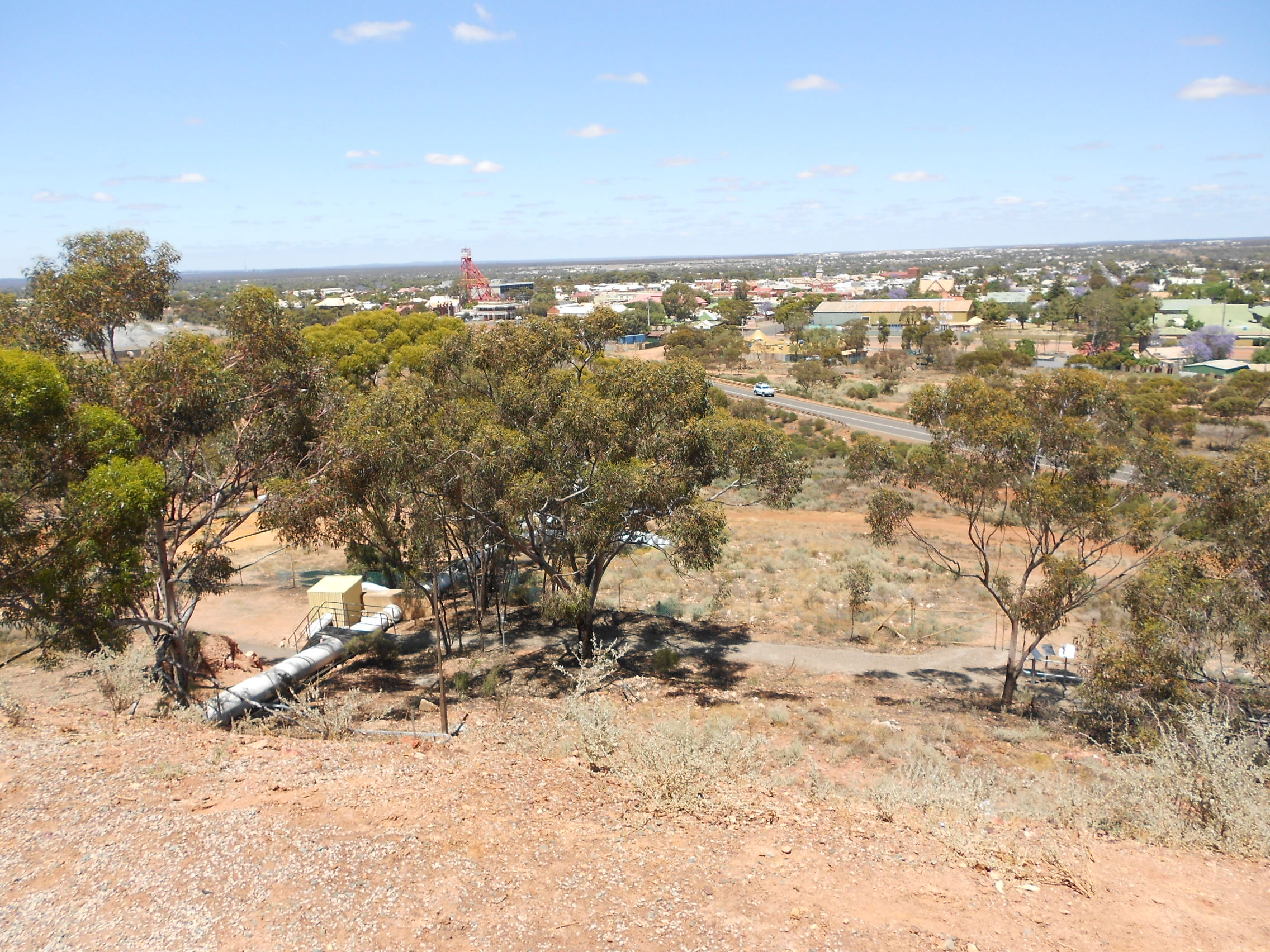
Mount Charlotte

Z větší části jde o rezidenční čtvrť se školami, lehkým průmyslem a drobnými obchůdky. V polovině 90. let 20. století došlo k expanzi této oblasti.
- Victory Heights

Jedná se o rezidenční podoblast Fairways.
- West Kalgoorlie

Jedná se o západní výběžek části Lamington vybudovaný v 80. letech 20. století a najdeme zde obchod, sportovní zařízení a přírodní arboretum.
- Williamstown

Jedná se především o rezidenční čtvrť s malou základní školou.

## Doprava

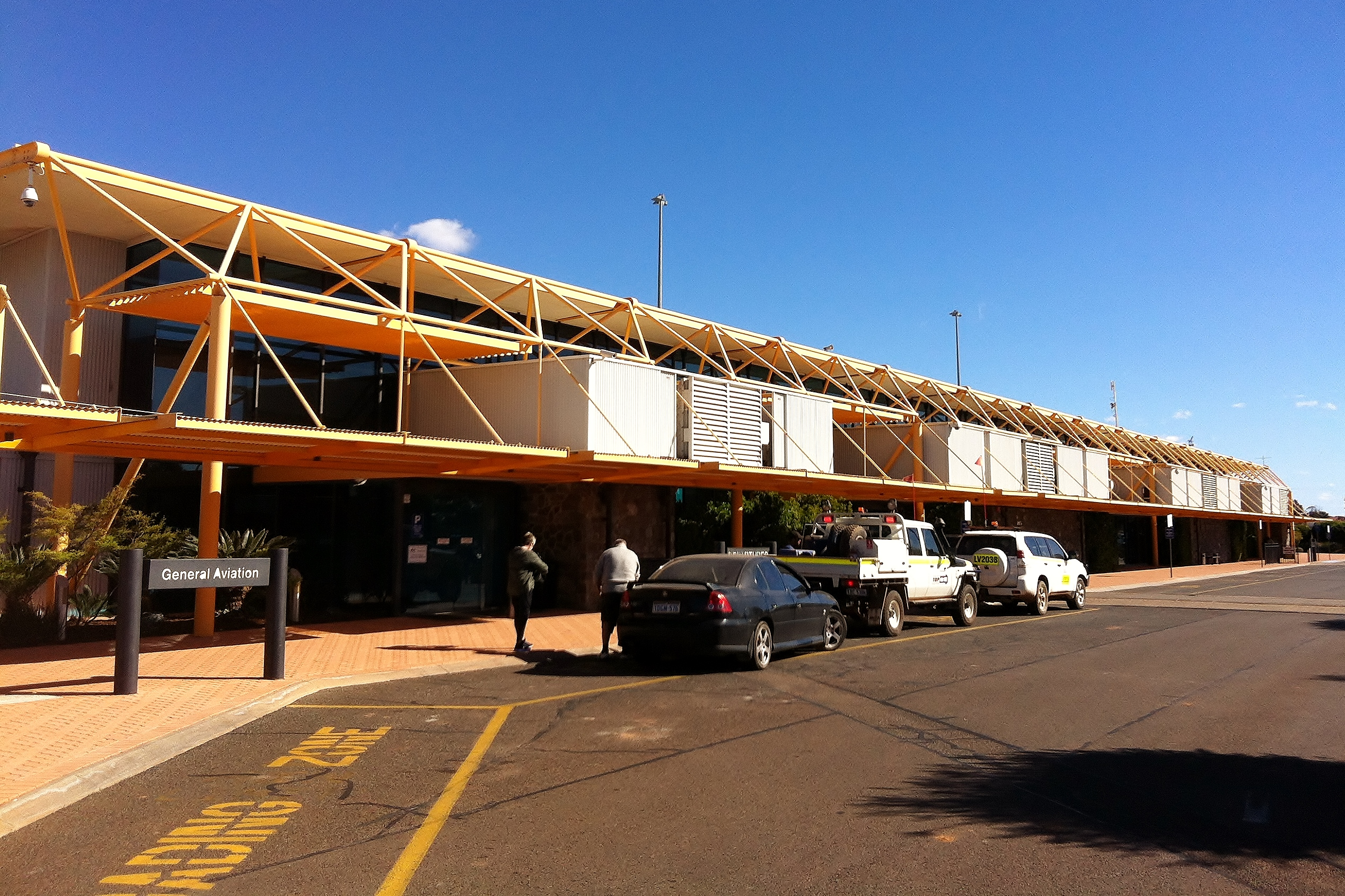
Terminál letiště Kalgoorlie-Boulder

Město leží na hlavním východo-západním železničním koridoru, který vede přes celou Austrálii. Společnost Transwa Prospector operuje na denní bázi železniční osobní dopravu mezi Perthem a Kalgoorlie. Zastavuje zde také Indian Pacific.
Ve městě je veřejná autobusová doprava zajištěná společností TransGolfields. Síť veřejné dopravy tvoří tři městské linky, stejně jako školní linky.
Na letiště Kalgoorlie-Boulder létají pravidelné linky do Melbourne a Perthu, které jsou zajišťovány aerolinkami Alliance Airlines, Qantas, QantasLink a Virgin Australia. Funguje zde také místní společnost věnující se charterovým letům a letecká škola.

## Klima
Klima v Kalgoorlie je polosuché s horkými léty a mírnými zimami. Průměrné roční srážky činí 260 mm a prší zde v průměru 68 dní v roce. Nejteplejším měsícem v roce je leden, kdy nejvyšší průměrné teploty dosahují 33,6 °C, nicméně minimálně jednou týdně vystupují na více než 40 °C a to tehdy, když vane severní či severovýchodní horký suchý vítr. Takto vysoké teploty jsou obvykle vystřídány rapidním ochlazením s příležitostnými bouřkami. Na druhou stranu zimy tu jsou studené, kdy noční teploty mohou padat pod bod mrazu.

## Sport
V Kalgoorlie-Boulder najdeme týmy australského fotbalu, netballu, basketbalu, ragby, fotbalu, pozemního hokeje a kriketu. Mezi další populární sporty ve městě patří tenis, bowls, roller derby, rugby union a plavání. Kromě toho jsou zde velmi populární i koňské dostihy. Také se zde každoročně koná mezinárodní turnaj ve squashi.
Goldfields Giants jsou poloprofesionální basketbalovým týmem, od roku členem igy State Basketball League, ve které v letech 2007 a 2008 získali titul.
Goldfields Titans jsou poloprofesionálním ragbyovým týmem založeným roku 2009 a jsou členy Western Australia Rugby League.

## Rodáci

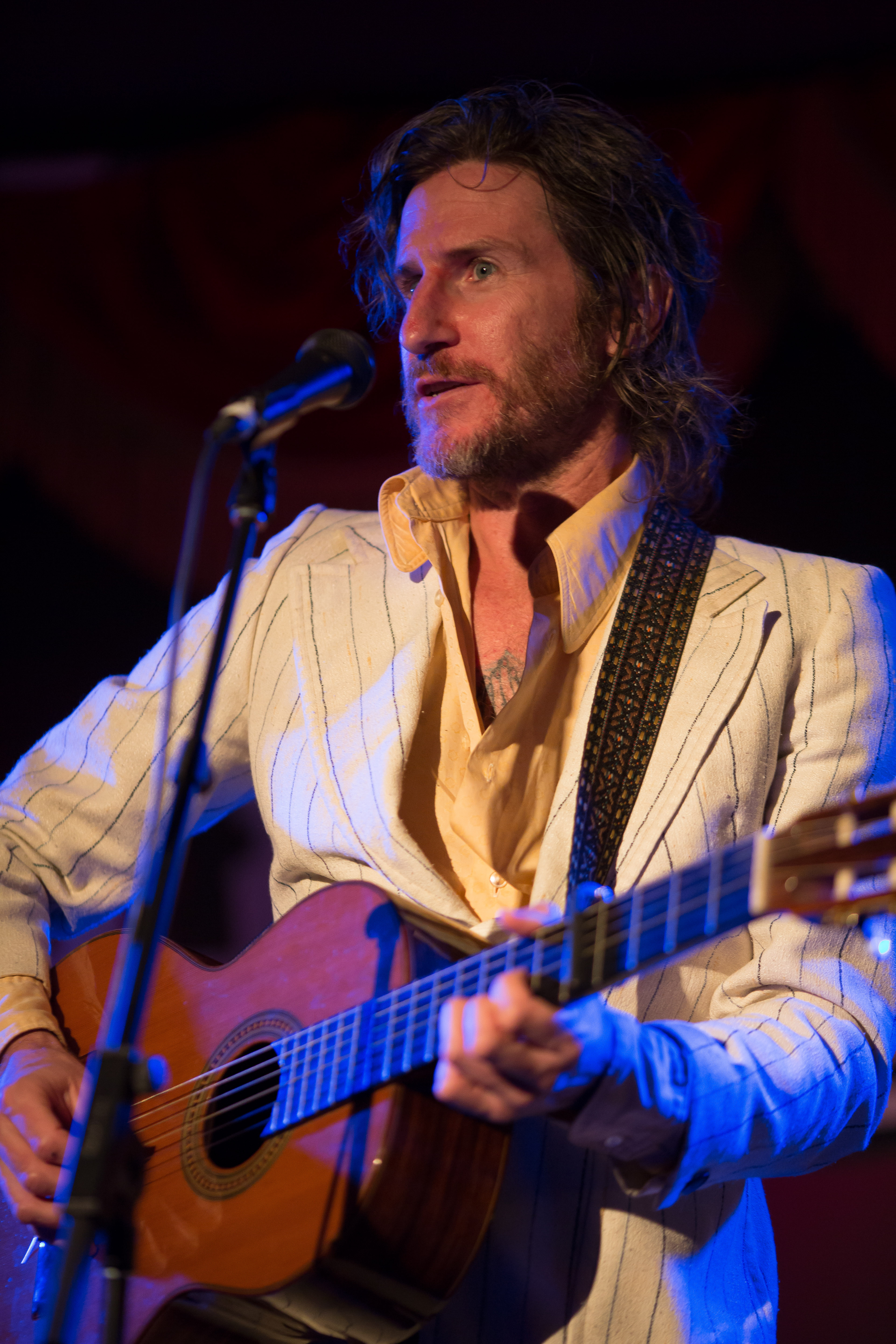
Tim Rogers

- John Cornell (1983) - herec a filmový producent
- Wendy Maxine Duncan, rozená Tonkin (1954) - politička
- Frederica Lucy Erickson, rozená Sandilands (1908-2009) - historička, botanička, spisovatelka[15]
- Dean Kemp (1969) - profesionální hráč australského fotbalu[16]
- Air Chief Marshal Sir Wallace Hart Kyle (1910-1988) - 24. guvernér Západní Austrálie, vojenský velitel[17]
- Barry James Marshall (1951) - lékař, držitel Nobelovy ceny[18]
- Melissa Lee Price (1963) - politička
- Tim Rogers (1969) - zpěvák[19]
- Elizabeth Truswell (1941) - vědkyně
- Terence Arthur Walsh (1953) - profesionální hráč pozemního hokeje a trenér[20]